# Prisma pentagonal

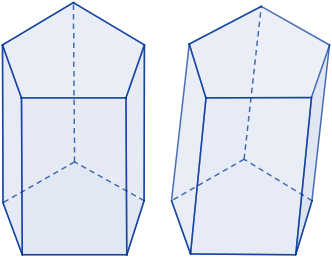
Prisma pentagonal recte (esquerra) i oblic (dreta)

En geometria, el prisma pentagonal és un prisma amb base pentagonal. Aquest políedre té 7 cares, 15 arestes i 10 vèrtexs.
Com que té 7 cares, es tracta d'un heptaedre, encara que generalment aquest terme s'utilitza per referir-se l'heptaedre regular.
Un prisma pentagonal és recte si les arestes laterals i les cares laterals són perpendiculars a les cares de la base, sent les cares laterals rectangulars. En cas contrari, el prisma és oblic. Sol dir-se regular al prisma pentagonal recte, malgrat que realment es tracta d'un poliedre semirregular.

## Àrea

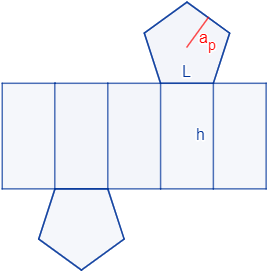
Desenvolupament pla d'un prisma pentagonal recte

L'àrea d'un prisma pentagonal recte és la suma de les àrees de les cares laterals (rectangulars) i de les àrees de les bases (pentagonals). Si l'altura del prisma és {\displaystyle h} i el costat de la base és {\displaystyle L}, l'àrea del prisma és
{\displaystyle A=6hL+{\frac {L^{2}}{2}}\cdot {\sqrt {25+10{\sqrt {5}}}}}

## Volum
El volum d'un prisma pentagonal recte és el producte de l'àrea de la seva base per l'altura del prisma. Si l'altura del prisma és {\displaystyle h} i el costat de la base és {\displaystyle L}, el seu volum és
{\displaystyle V={\frac {hL^{2}}{4}}\cdot {\sqrt {25+10{\sqrt {5}}}}}
Pel principi de Cavalieri, el volum del prisma pentagonal oblic coincideix amb el del prisma pentagonal recte.